# Psicologia del profondo
La definizione di psicologia del profondo è riservata a quegli indirizzi della psicologia (solitamente della psicologia dinamica) che postulano la presenza di meccanismi o dinamismi psichici inconsci, e che attribuiscono a questi una importanza fondamentale per spiegare il comportamento e lo psichismo umano. 

## Descrizione
In particolare, essa si rifà storicamente al pensiero di Sigmund Freud, quello di Carl Gustav Jung e a quello di Alfred Adler. Questa concezione ha tuttavia avuto dei precursori in ambito filosofico; in particolare essa è stata sviluppata prima da Arthur Schopenhauer e poi da Friedrich Wilhelm Nietzsche. Freud è conosciuto comunque come il primo che abbia indagato sistematicamente l'inconscio, e che ne abbia fatto uso a scopo psicoterapeutico.
Il concetto di psicologia del profondo, tuttavia, è stato ufficialmente introdotto da Eugen Bleuler, psichiatra svizzero, collega di Jung, noto soprattutto per aver coniato ed applicato la classificazione delle schizofrenie. Freud utilizzò questo concetto a partire dal 1913, in particolare per distinguere la sua Psicologia di derivazione psicoanalitica da quella accademica, che era solita occuparsi invece dei fenomeni mentali consci.